# Oussama Darragi
Oussama Darragi (Tunis, 3 de abril de 1987) é um futebolista profissional tunisiano que atua como atacante.

## Carreira
Oussama Darragi representou o elenco da Seleção Tunisiana de Futebol no Campeonato Africano das Nações de 2013.